# Tropicomyia piperi
Tropicomyia piperi är en tvåvingeart som beskrevs av Spencer 1977. Tropicomyia piperi ingår i släktet Tropicomyia och familjen minerarflugor. Inga underarter finns listade i Catalogue of Life.